# Daniel Mahiya
Daniel Mahiya (* 2. Juni 2007) ist ein österreichischer Fußballspieler.

## Karriere

### Verein
Mahiya begann seine Karriere beim SC Columbia Floridsdorf. Im Februar 2016 wechselte er zum Favoritner AC. Im September 2016 schloss er sich dem SC Team Wiener Linien an. Im März 2017 wechselte er in die Jugend des SK Rapid Wien. Bei den Rapidlern durchlief er ab der Saison 2021/22 auch sämtliche Altersstufen in der Akademie.
Zur Saison 2024/25 rückte Mahiya in den Kader der Zweitmannschaft der Wiener. Sein Debüt für Rapid II in der 2. Liga gab er im April 2025, als er am 24. Spieltag jener Saison gegen den Floridsdorfer AC in der 86. Minute für Erik Stehrer eingewechselt wurde.

### Nationalmannschaft
Mahiya spielte im Juni 2022 erstmals für eine österreichische Jugendnationalauswahl. Im März 2024 debütierte er gegen Norwegen für die U-17-Mannschaft. Im Jänner 2025 folgte gegen Portugal sein Debüt im U-18-Team.